# Chenouis
 (octobre 2023).

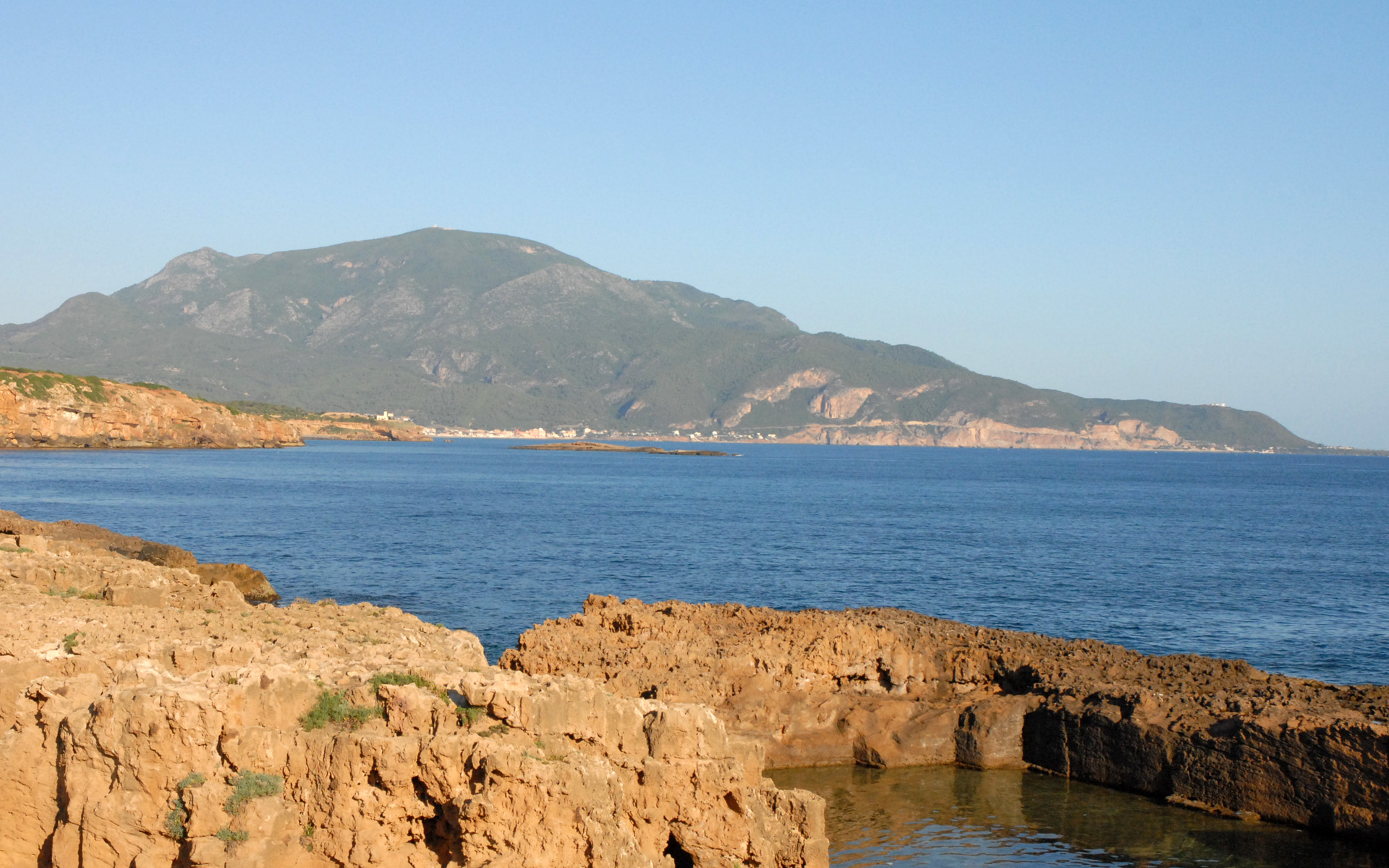
Vue sur le mont Chenoua

Les Chenouis (en berbère : ⵉⵛⵏⵡⵉⵢⵏ, Ichenwiyen) constituent une population de berbère d'Algérie d'environ 76 000 personnes. Leur territoire, le Dahra, englobe ainsi une petite partie de wilaya de Tipaza, le littoral de la wilaya de Chlef, la wilaya de Aïn Defla.

## Population
Le dialecte chenoui est une variante locale de la langue berbère, qui trouve naissance autour des pieds du mont chenoua. Ce qu'on appelle aujourd'hui « Amazigh » est la composante de plusieurs tribus berbérophones du Dahra tels que les Beni Menacer, celles du Chenoua et du Gouraya, les Beni Frah d'Ain Defla ou encore plus à l'ouest Beni Haoua et le mont Bissa. Ils ont tous en commun l'habitat du Sahel algérois.  
Le chenoui est appelé ainsi en référence au Mont Chenoua qui surplombe la ville de Tipaza à 70 km d'Alger. Le Mont Chénoua, point culminant du Sahel algérois, est la limite orientale d'une région berbérophone qui s'étend de Fouka (42 km à l'ouest d'Alger) à Ténès (200 km à l'ouest d'Alger).

## Langue berbère
Ils parlent le Chenoui, une variante du berbère très proche du Chaoui et encore plus proche voire presque identique du Rifain dont les trois dialectes étant d'origines Zénète. La population Chenoui et aujourd'hui largement arabophone bien qu'il existe encore des berbérophones estimée aujourd'hui à un peu plus de 15,300 habitants.

## Histoire
La région du mont Chenoua est habitée depuis 10.000 ans. La région se nommait Numidie avant l'arrivée des Romains. Durant le VIIe siècle, les populations se convertissent à l'Islam.

Répartition des berbères en Algérie Occidentale

La population Chenoui a connu un fort déclin durant l'occupation française. On estime que leur population a été réduite au quart, la région ayant été en insurrection permanente du début des années 1830 avec notamment les campagnes des tribus Hadjouts qui avaient atteint l'est d'Alger au début des années 1830.
De même par la suite avec la grande révolte de 1871 qui embrasa toute la région avec notamment la défaite de l'armée française lors de la bataille de la plaine de Boukerdane à 4 km à l'est de Cherchell s'étant trouvé encerclé par les combattants locaux. Les tribus de la région ayant poursuivi la résistance après la reddition de l’émir Abdelkader. L'appauvrissement économique de la région et la repression culturelle au début du XXe siècle pousse de nombreux Chenoui à rejoindre les grandes villes algériennes.
Depuis le début des années 1990, un mouvement identitaire vise à relancer la culture Chenoui.

## Médias
La station de radio Chaîne 2 diffuse des programmes en plusieurs langues berbères, dont en Chenoui. La chaîne de télévision par satellite Tamazight TV 4 diffuse elle aussi des programmes en langue Chenoui depuis 2008.